# Anna Ella Carroll
Anna Ella Carroll, född 1815, död 1894, var en amerikansk författare, abolitionist och politisk rådgivare. 
Hon tillhörde en respekterad politisk familj och var sonsondotter till, Charles Carroll, en av signatärerna till den amerikanska självständighetsförklaringen. Hon var abolitionist, deltog i den offentliga debatten som författare av politiska pamfletter och hade ett visst inflytande. Hon fungerade som konsult för president Abraham Lincolns regering under amerikanska inbördeskriget, en mycket ovanlig roll för en kvinna under hennes samtid.   